# Campionat del Món de natació de 1994
El Campionat del Món de natació de 1994 fou una competició esportiva que es realitzà entre els dies 1 i 11 de setembre de 1994 a la ciutat de Roma (Itàlia) sota l'organització de la Federació Internacional de Natació (FINA), esdevenint la setena edició d'aquesta competició mundial.
Es realitzaren competicions de natació, natació sincronitzada, salts i waterpolo. En aquesta edició s'hi incorporaren dues proves de natació en aigües obertes.

## Proves
- Natació al Campionat del Món de natació de 1994
- Natació en aigües obertes al Campionat del Món de natació de 1994
- Natació sincronitzada al Campionat del Món de natació de 1994
- Salts al Campionat del Món de natació de 1994
- Waterpolo al Campionat del Món de natació de 1994

## Medaller
Seu
| Posició | País            | Or | Plata | Bronze | Total |
| 1       | R.P. de la Xina | 16 | 10    | 2      | 28    |
| 2       | Estats Units    | 7  | 10    | 8      | 25    |
| 3       | Rússia          | 5  | 7     | 5      | 17    |
| 4       | Austràlia       | 5  | 3     | 4      | 12    |
| 5       | Hongria         | 3  | 3     | 4      | 10    |
| 6       | Finlàndia       | 2  | 2     | 0      | 4     |
| 7       | Canadà          | 1  | 2     | 2      | 5     |
| 8       | Espanya         | 1  | 2     | 0      | 3     |
| 8       | Suècia          | 1  | 2     | 0      | 3     |
| 10      | Alemanya        | 1  | 1     | 6      | 8     |
| 11      | Itàlia          | 1  | 0     | 2      | 3     |
| 12      | Polònia         | 1  | 0     | 0      | 1     |
| 12      | Zimbàbue        | 1  | 0     | 0      | 1     |
| 14      | Japó            | 0  | 2     | 1      | 3     |
| 15      | Nova Zelanda    | 0  | 1     | 2      | 3     |
| 16      | Països Baixos   | 0  | 1     | 0      | 1     |
| 17      | Bèlgica         | 0  | 0     | 2      | 2     |
| 17      | Brasil          | 0  | 0     | 2      | 2     |
| 17      | Costa Rica      | 0  | 0     | 2      | 2     |
| 20      | Lituània        | 0  | 0     | 1      | 1     |
| 20      | Mèxic           | 0  | 0     | 1      | 1     |
| Total   | Total           | 45 | 46    | 44     | 135   |